# Comunidad de villa y tierra de Cabrejas

Comunidades de villa y tierra de la Extremadura castellana.

La Comunidad de villa y tierra de Cabrejas fue una de las comunidad de villa y tierra de la Extremadura castellana, que tuvo vigencia desde el siglo XII hasta el siglo XVI. También fue conocida como Merindad de Cabrejas.
Parte de dicha comunidad de villa y tierra fue conocida con el nombre de Merindad de Solpeña formaba parte de la Intendencia de Soria, en la región española de Castilla la Vieja, hoy comunidad autónomas de Castilla y León.

## Toponimia e historia
La capitalidad estuvo en la villa de Cabrejas del Pinar hasta la desmembración del siglo XVI. 
Hacia finales del siglo XVI, la Corona no podía hacer frente a los gastos del imperio. Se decidió entonces poner a la venta algunos señoríos pertenecientes a la Iglesia. Tal fue el caso de esta comunidad de villa y tierra. En 1580 las villas de Cubilla, Talveila, Muriel Viejo y Muriel de la Fuente, del obispado de Osma, fueron compradas por Juan Alonso de Vinuesa en la cantidad de 3.256.500 maravedíes, conociéndose entonces como Merindad de Solpeña. Mediante esta venta, el nuevo señor, adquiría la jurisdicción, rentas y demás derechos que el obispado de Osma venía ejerciendo sobre la merindad; también la facultad de nombrar alcaldes, regidores y el poder para controlar la vida local. Quedaban fuera del traspaso los montes y baldíos cuyo aprovechamiento comunitario se respetaba.
Por el contrario las villas de Abejar y Cabrejas del Pinar fueron incorporada por Felipe II en la Corona, por Bula papal de Gregorio XIII pasando a ser lugares de realengo y villas eximidas. A Abejar se le concedió honores de: "Villa ilustre, Honrada y Buena" (ejecutoria de 16 de marzo de 1582), tal como aparece en su escudo, al precio de 3.191.200 maravedíes, y dicha cuantía tenía que ser satisfecha por los vecinos de la villa, que efectuaron su pago.

## Lugares que comprendía
La superficie era de 198,51 km² y contaba como centro el castillo de Cabrejas del Pinar y un número de seis aldeas, todas con jurisdicción de señorío.
| - Cabrejas del Pinar. - Abejar. | - Muriel Viejo. - Cubilla. | - Muriel de la Fuente. | - Talveila |  |